# Запретилин, Александр Владимирович
Алекса́ндр Влади́мирович Запрети́лин (род. 1 января 1965, Михайловск, Свердловская область) — российский легкоатлет.

## Карьера
Свой первый классический марафон (ММММ) преодолел в 1990 году.
К 2011 году успешно финишировал в 50 классических марафонах.
Победитель и призёр многих российских и международных соревнований.
В 2002 году на чемпионате России в городе Черноголовка впервые вышел на старт сверхмарафона 100 км, показав 7:32.38 (13 место). В дальнейшем начал специализироваться на сверхмарафонских дистанциях.
В 2004 году стал абсолютным чемпионом открытого первенства Свердловской области в беге на 100 км, а также вице-чемпионом Кубка России в беге на 100 км сверхмарафона «Испытай себя» в городе Санкт-Петербурге.
В 2005 году повторил успех на Кубке России в Санкт-Петербурге и стал второй раз подряд вице-чемпионом.
16 апреля 2006 года с личным рекордом 7:14.13 занял пятое место на чемпионате России в городе Пущино и попал в состав национальной сборной России на чемпионат Европы в бельгийском городе Торхаут (DNS).
12 ноября 2006 года стал вице-чемпионом этапа Кубка немецкой ассоциации сверхмарафона в городе Тросдорф с личными рекордами на 50 км и 6 часов, уступив только представителю сборной Германии Хельмуту Дехауту.
По итогам 2006 года этот результат стал 13-м временем сезона в мире.
С осени 2022 года работает старшим инструктором МУ «Спорткомитет» города Михайловск.

## Результаты
- Абсолютный победитель:
  - Волгоградский международный марафон памяти Бориса Гришаева 2000 года[2].
  - Пермский международный марафон 3.9.2000[3].
  - Пермский международный марафон 7.9.2003 (2:37.50)[4].
  - Открытое первенство Свердловской области 100 км (12.06.2004, Нижние Серги)[5].
- Серебряный призёр:
  - Кубок России 100 км «Испытай себя» 4.9.2004, Санкт-Петербург (7:48.02)
  - Кубок России 100 км «Испытай себя» 3.9.2005, Санкт-Петербург (7:46.13)
  - Этап Кубка DUV[нем.] 6-часовой бег 12.11.2006, Тросдорф (84,097 км)[6].